# Mezquita Palacial en Bakú
La mezquita palacial (en azerí: Saray məscidi) es una mezquita del siglo XV del Palacio de los Shirvanshah en Bakú.

## Arquitectura
La planta de la mezquita es rectangular. En la mezquita se localizan la habitación pequeña, la sala de oración para mujeres y los cuartos de servicio. La puerta norte, orientada hacia la bóveda de entierro de Shirvanshah, es la más grande de los puertas, mientras que el mihrab se localiza en el sur del palacio.

## Minarete
El cuerpo de alminar está rodeado por una inscripción de 845 en el calendario islámico (1441/42 en el calendario gregoriano).

## Galería

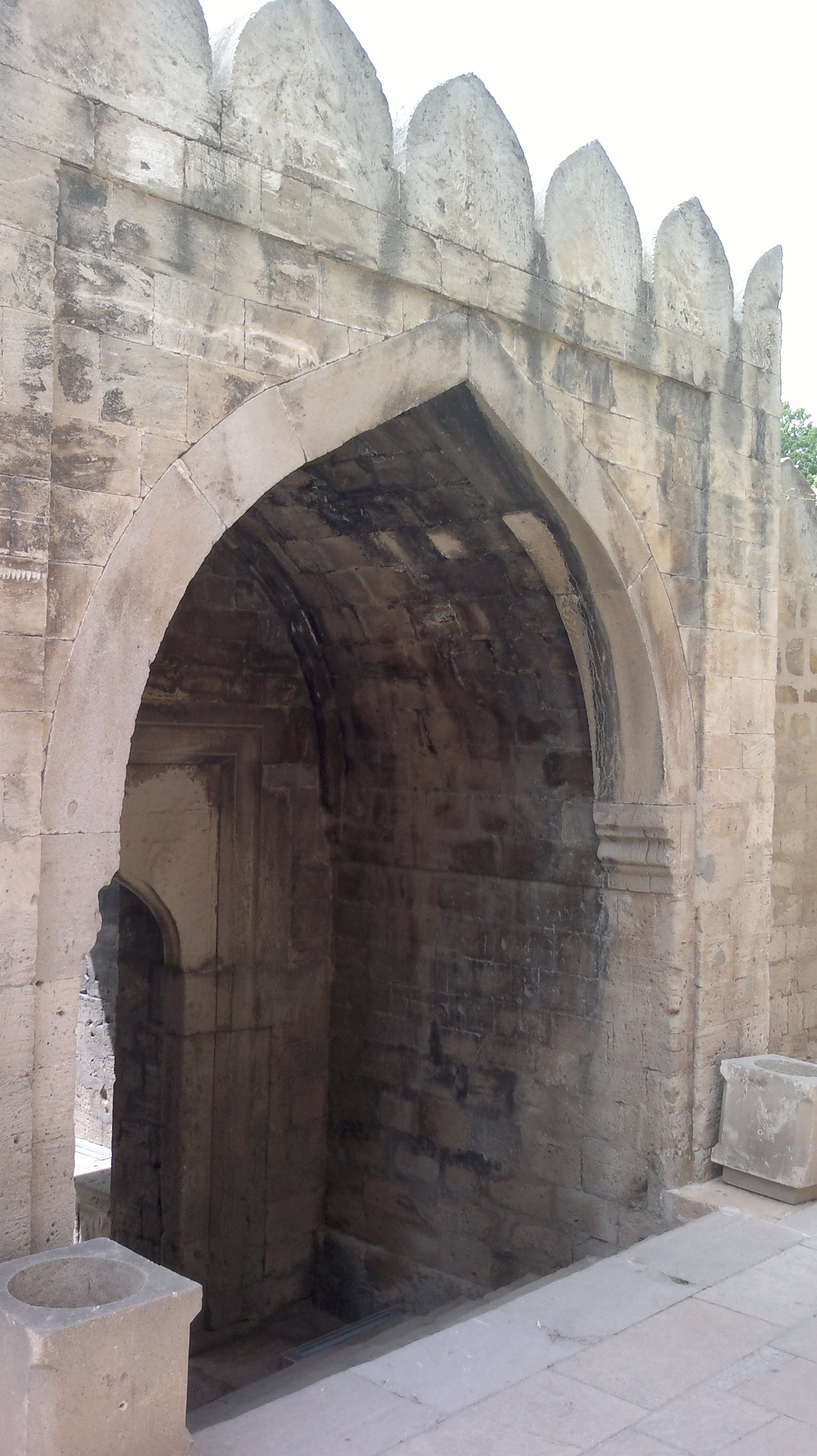
La entrada de la mezquita
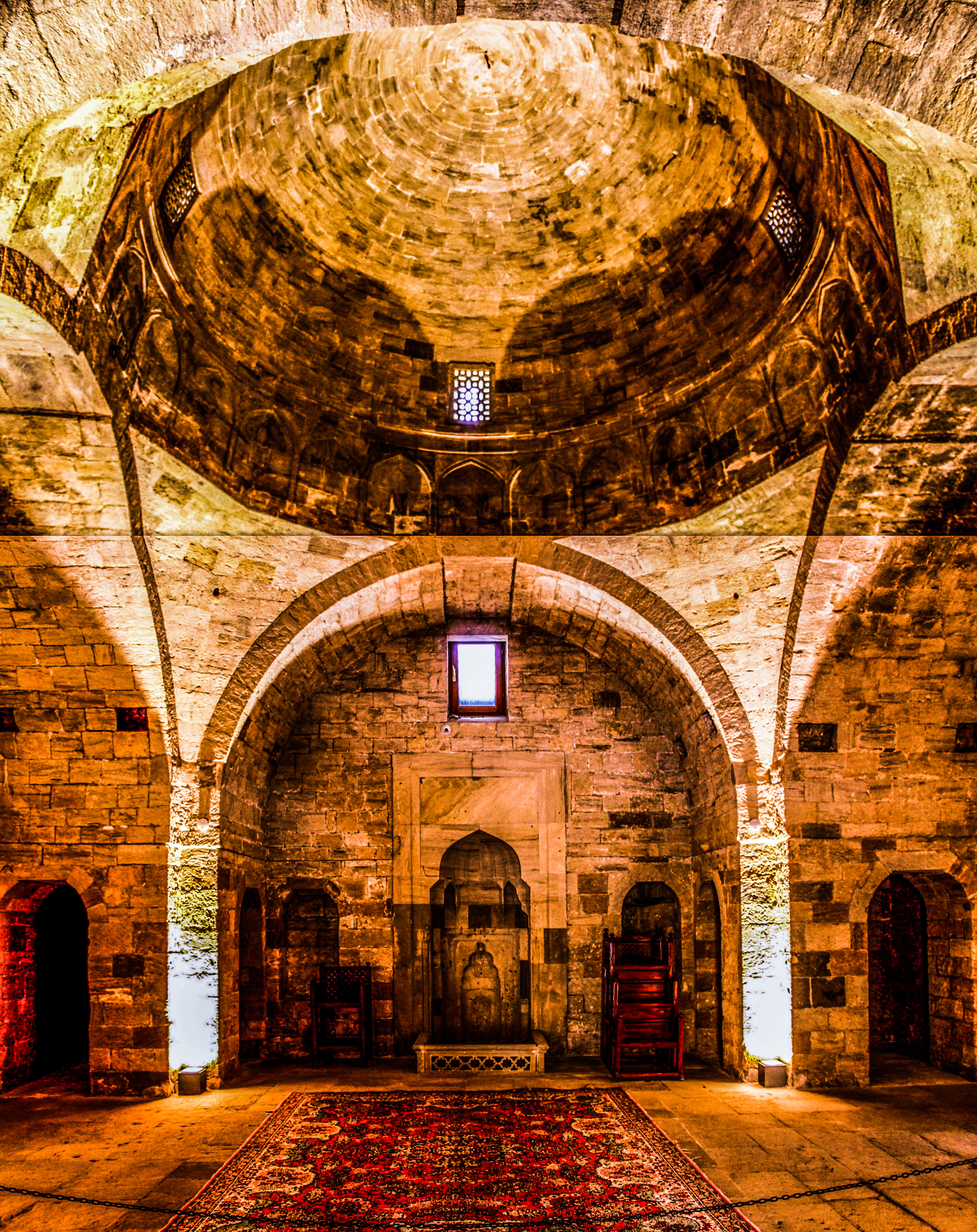
Interior de la mezquita
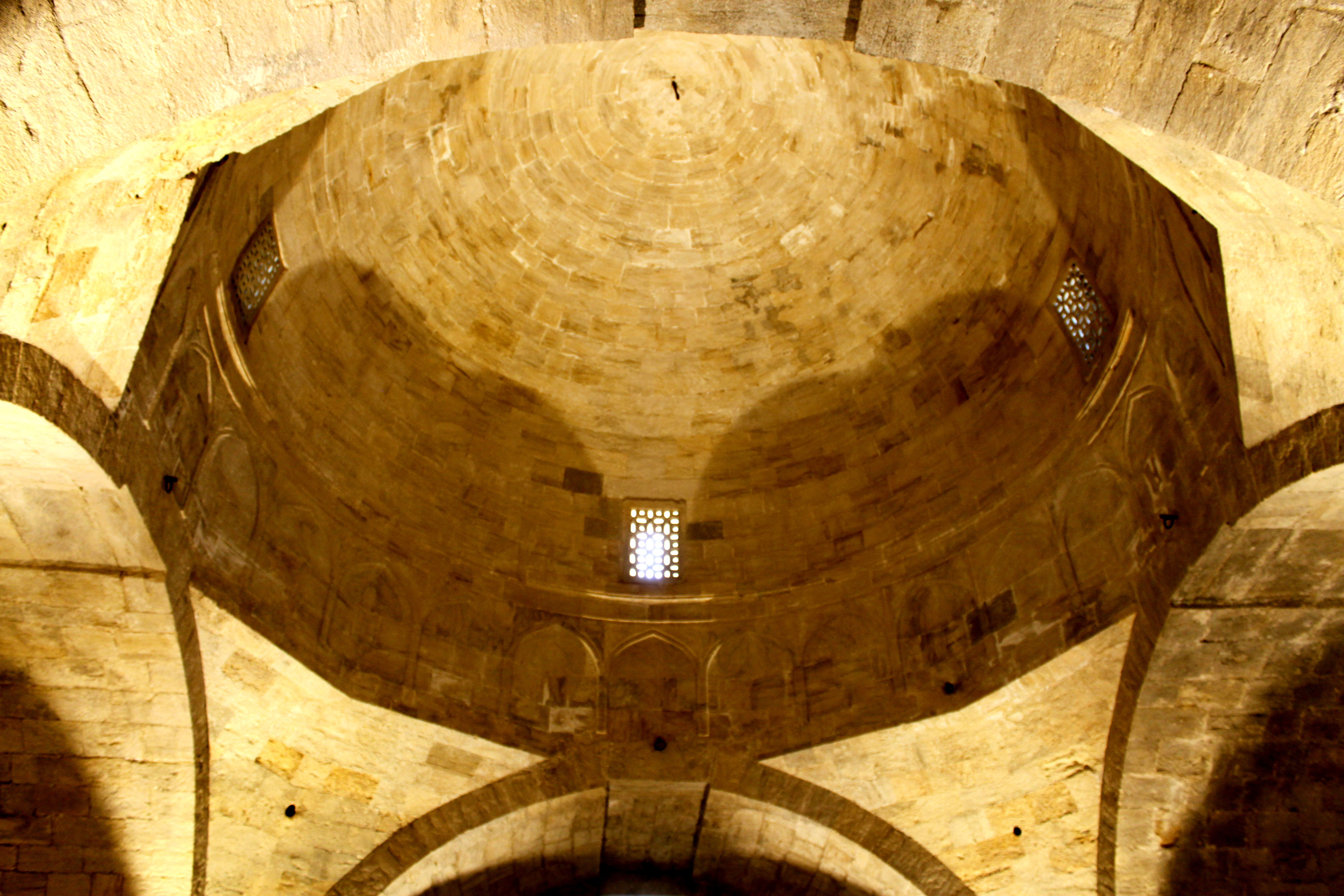
Cúpula de la mezquita
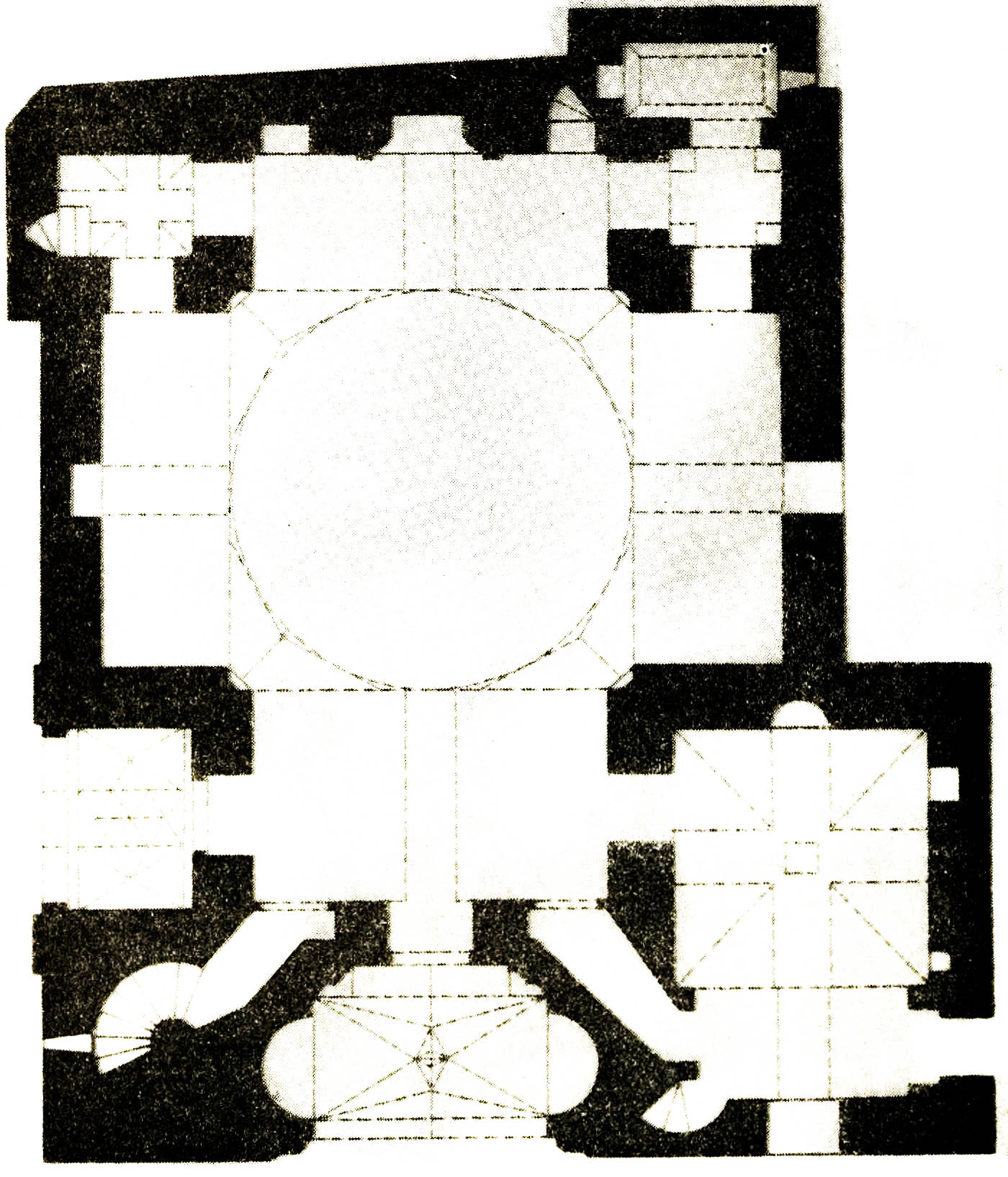
Plan de la construcción
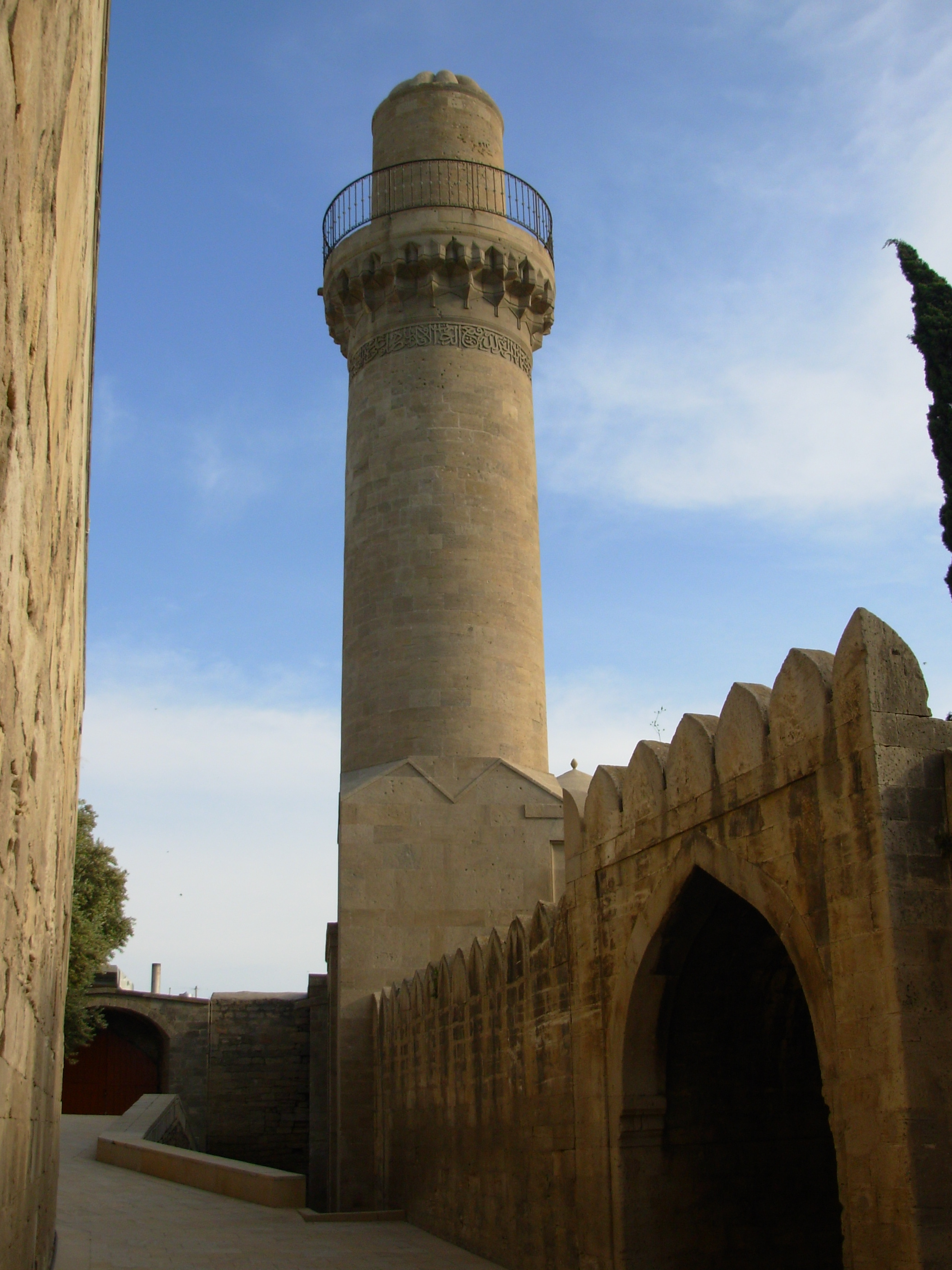
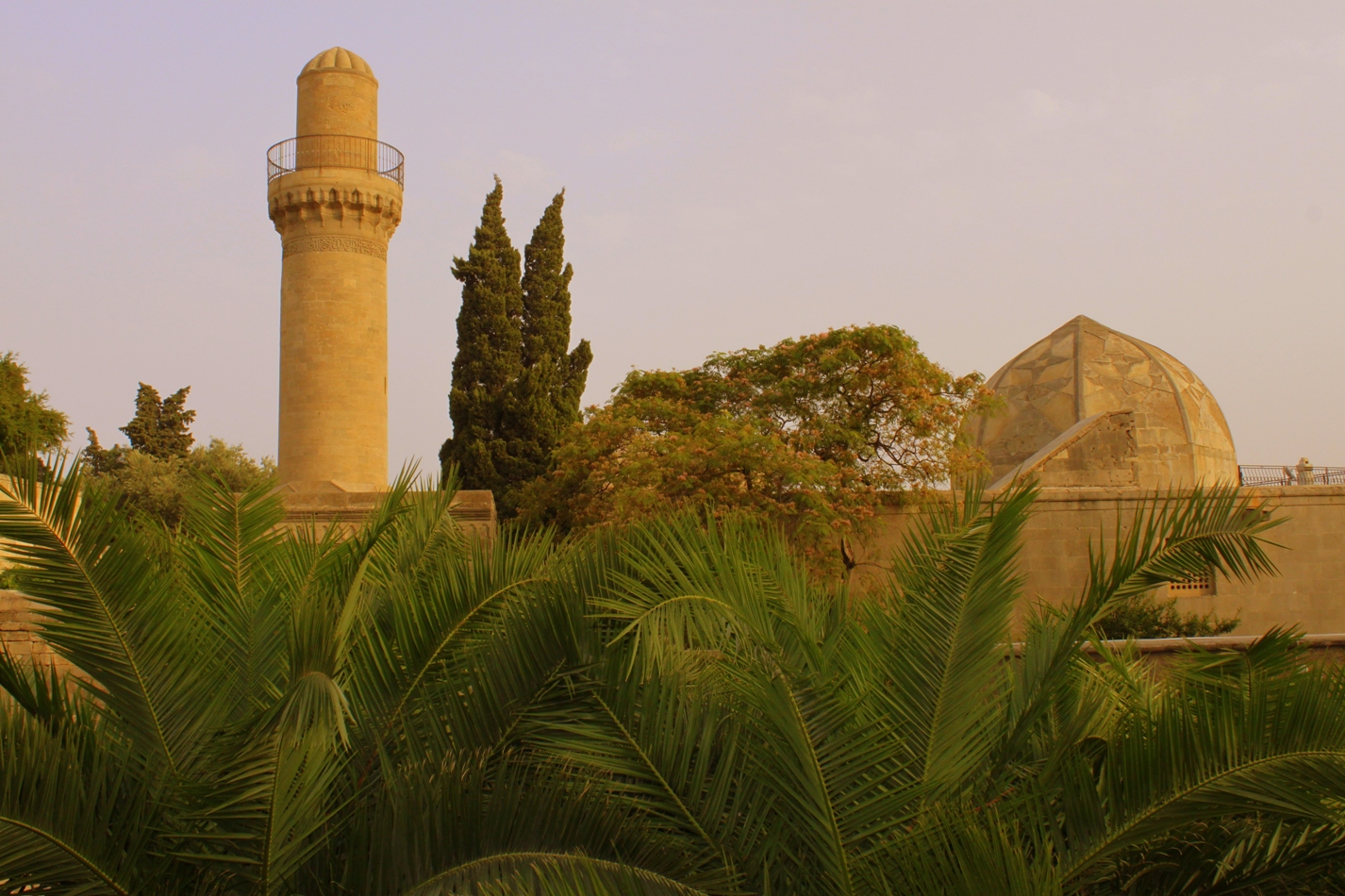
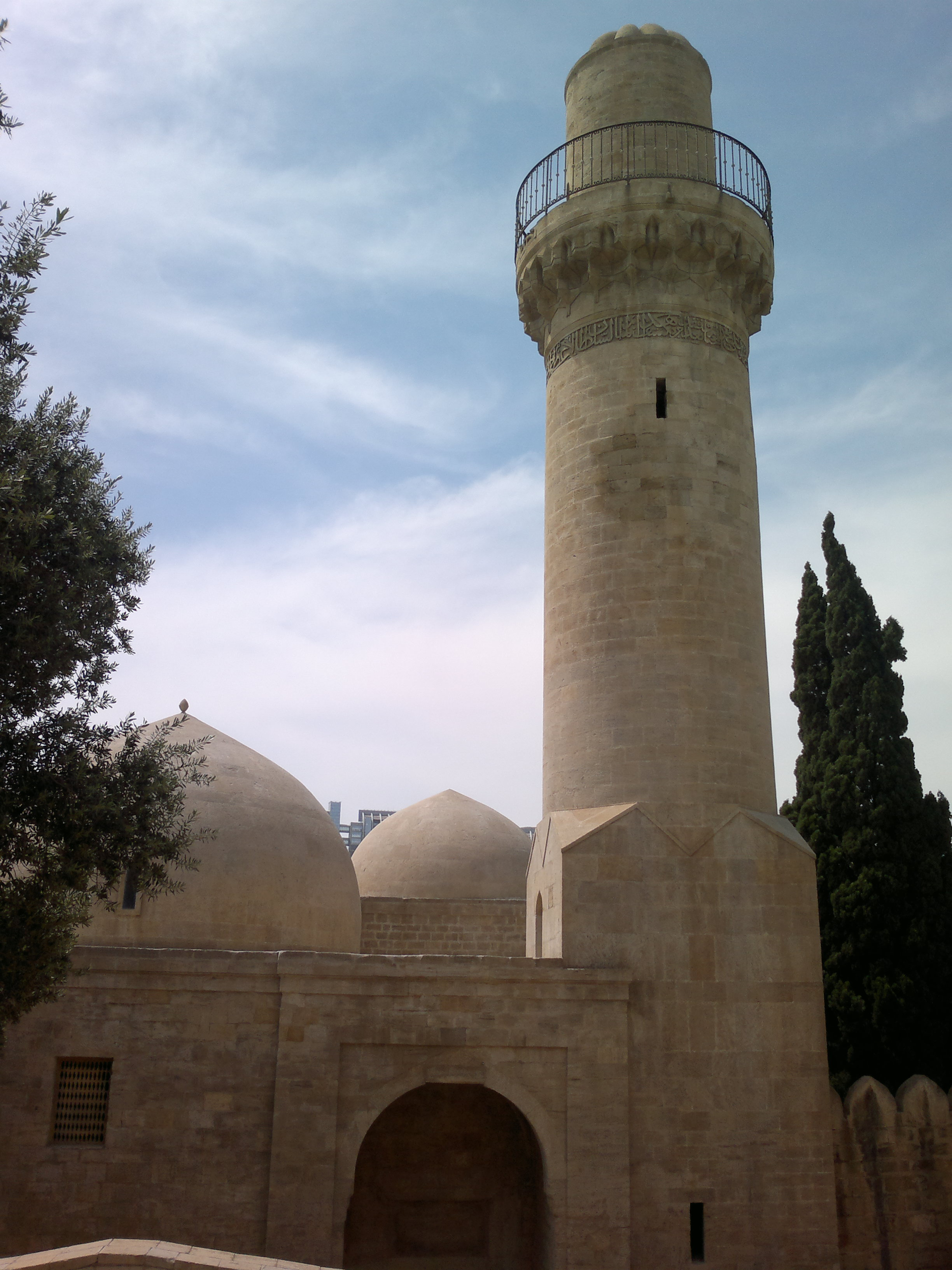
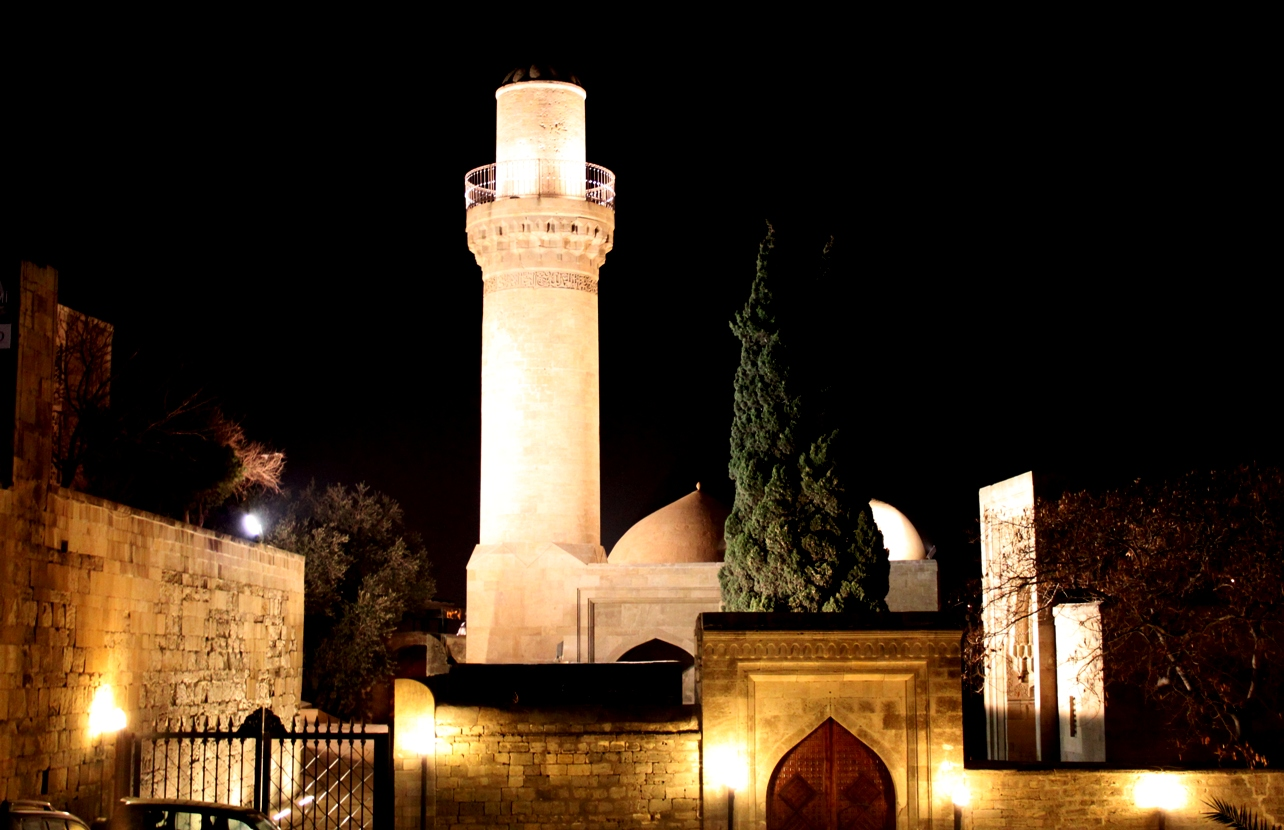